# Aranyosgyéres
Aranyosgyéres (1911-ig Gyéres, románul Câmpia Turzii, 1925-ig Ghiriș-Arieș, németül: Jerischmarkt vagy Gieresch) municípium Romániában, Erdélyben, Kolozs megyében. 1925-ben hozták létre az azonos nevű falu és a tőle délkeletre fekvő, vele összeépült Gyéresszentkirály közigazgatási egyesítésével.

## Nevének eredete
Nevét első birtokosairól, a Gerus családról kapta és eredetileg a latin Gervasius vagy Germanus becézése volt. Történeti névalakjai: Gerusteluke (1292), Gerus (1331), Gerestelke (1338), Kerestelek (1336), Kerestelke (1379), Geres (1403), Gewres (1494), Gyerys (1504), Gyres (1575), Girisch (1750). Mai neve 1808-ban tűnt föl (Aranyos-gyéres). Hivatalos román nevének jelentése: „Torda mezeje”.

## Fekvése
Tordától 10 km-re kelet–délkeletre, az Aranyos jobb partján fekszik.

## Története

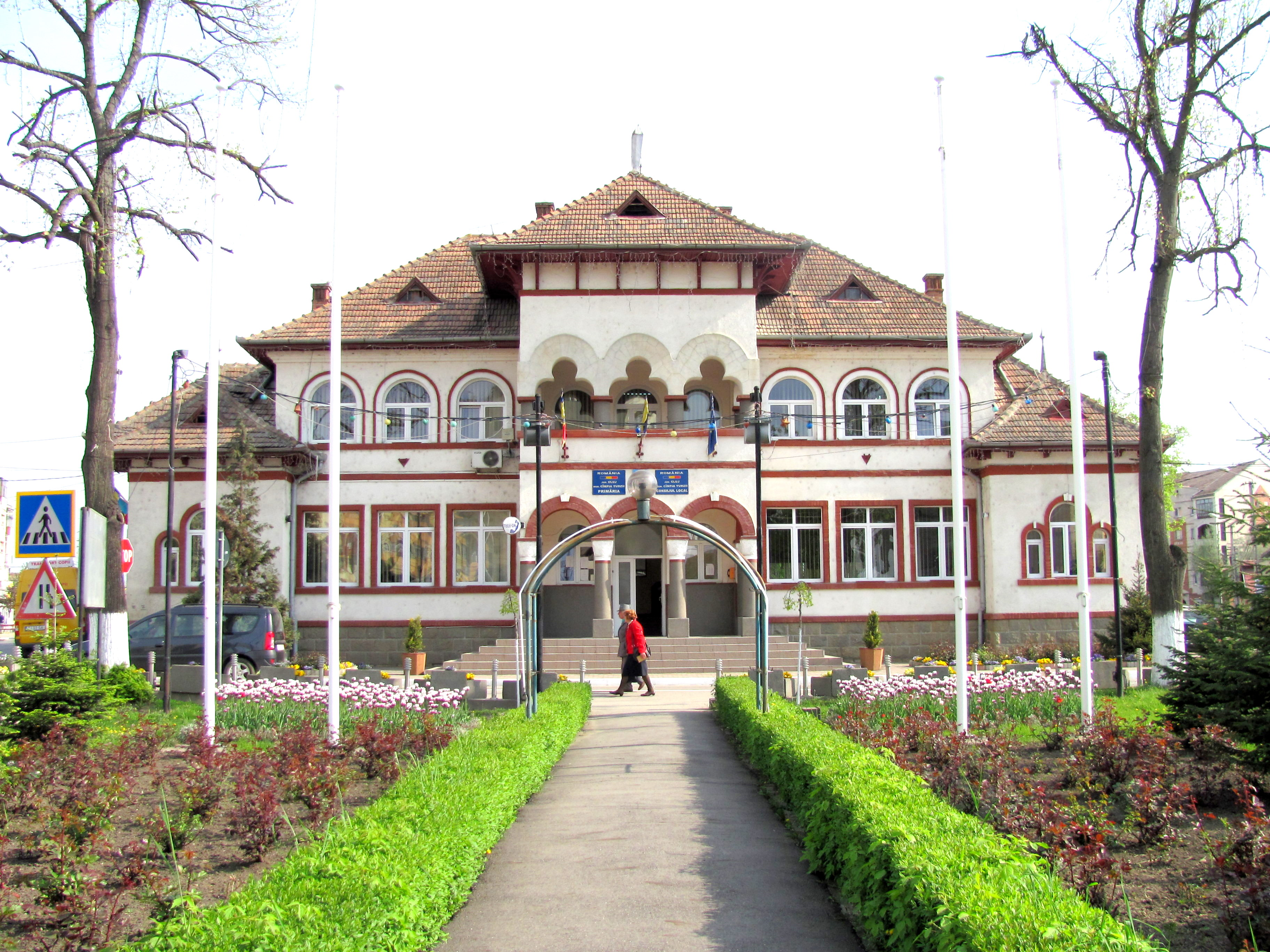
Városháza

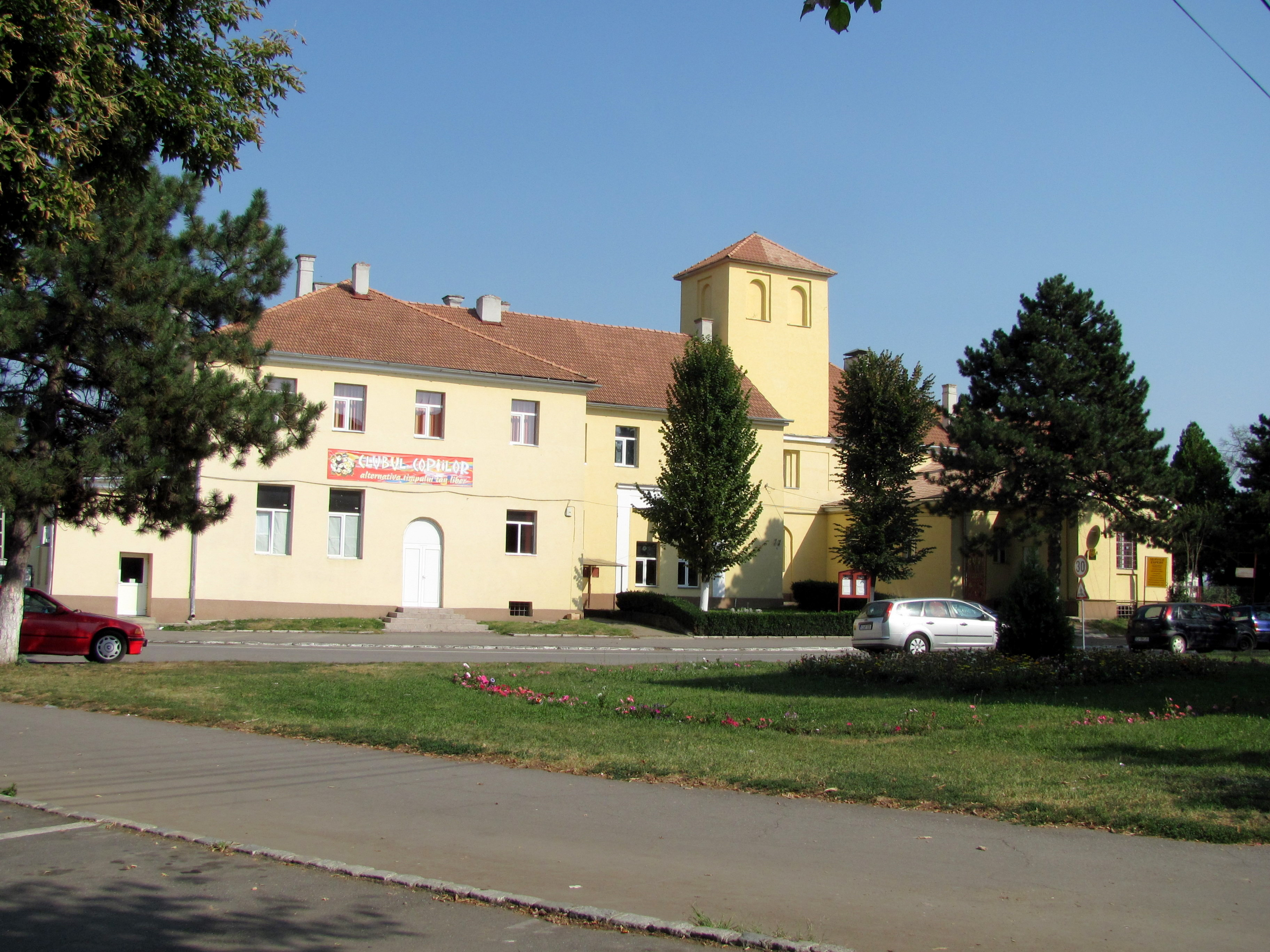
A Paget-kastély

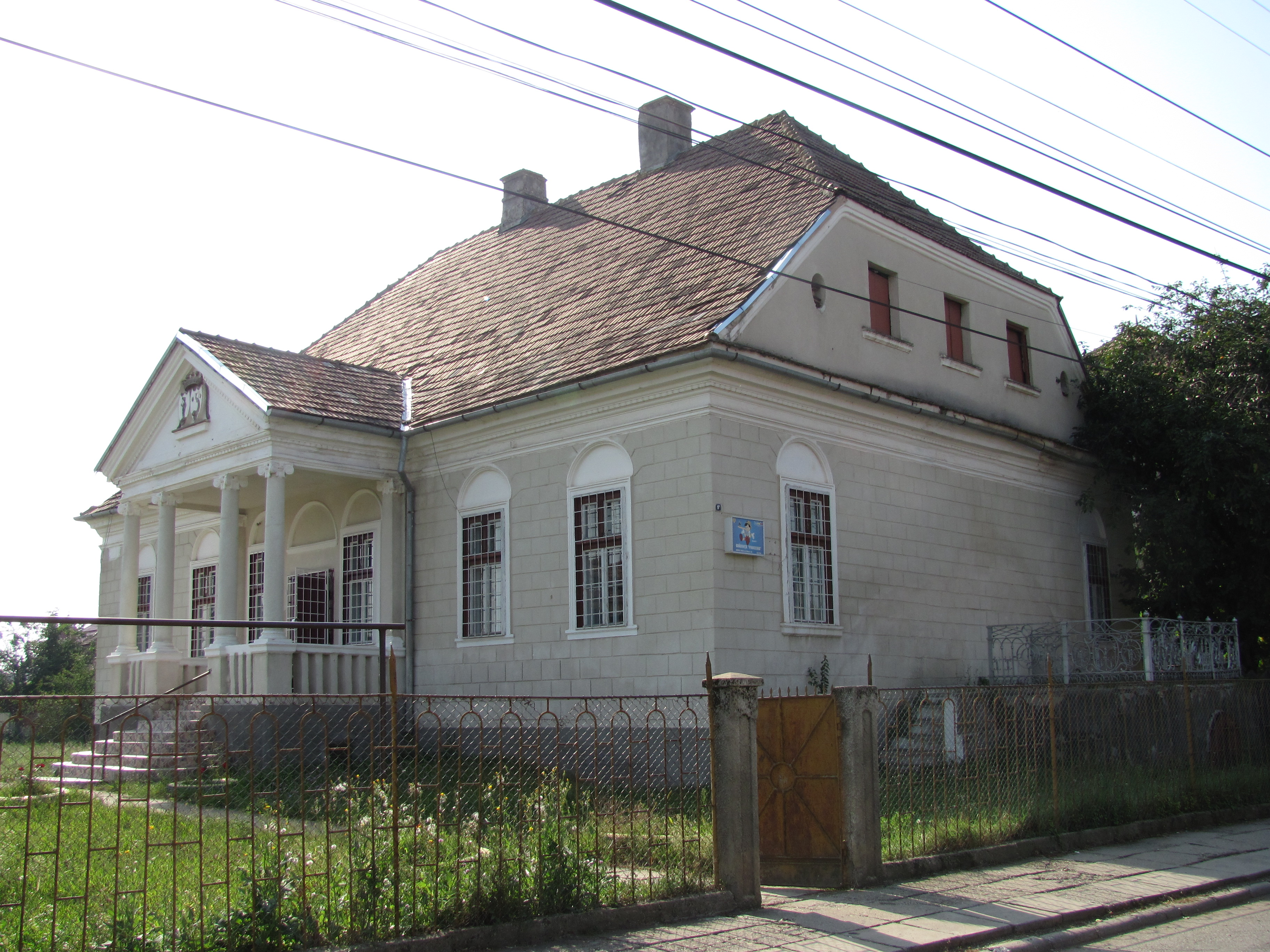
A Betegh-kúria

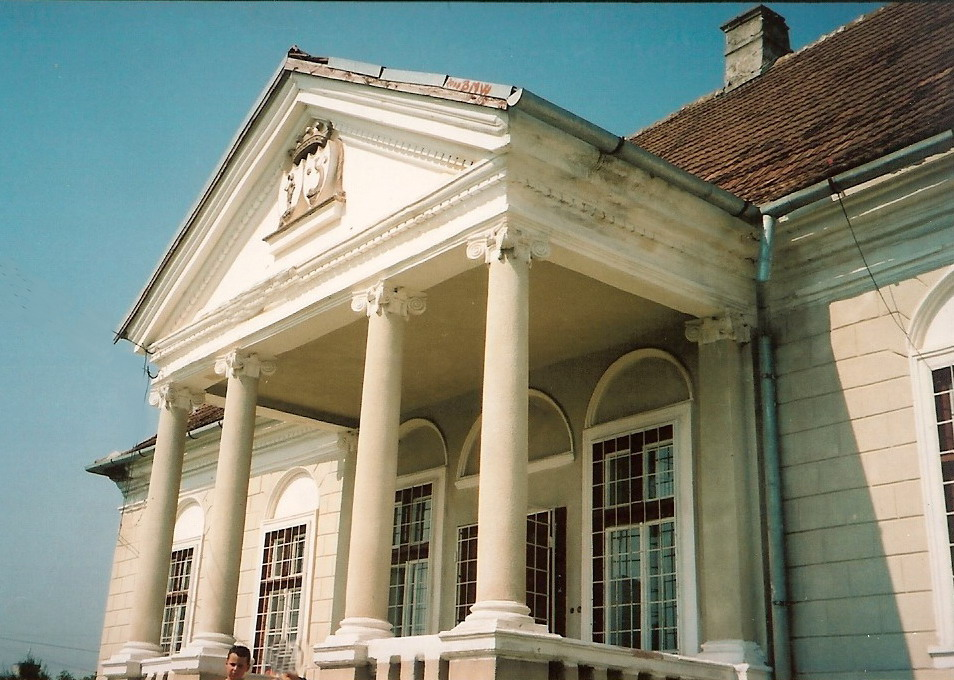
A Szentkereszty–Bethlen-kúria

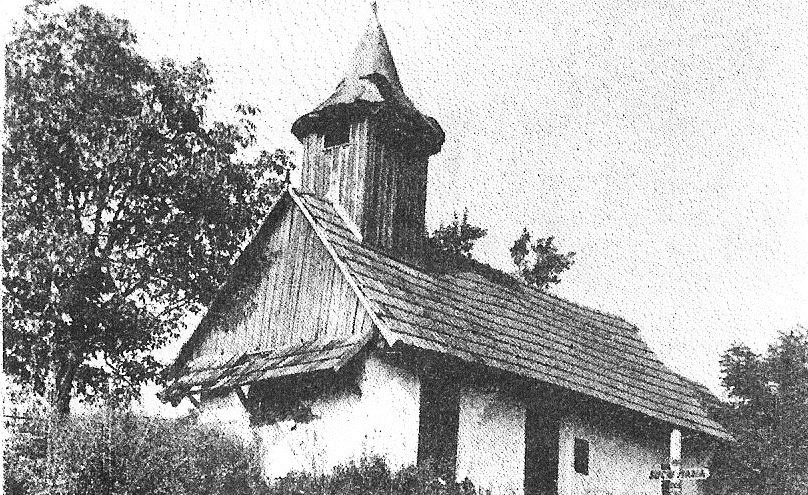
Az egykori gyéresi görögkatolikus fatemplom – a kőtemplom építésének megkezdése előtt, 1910-ben Harasztoson állították föl

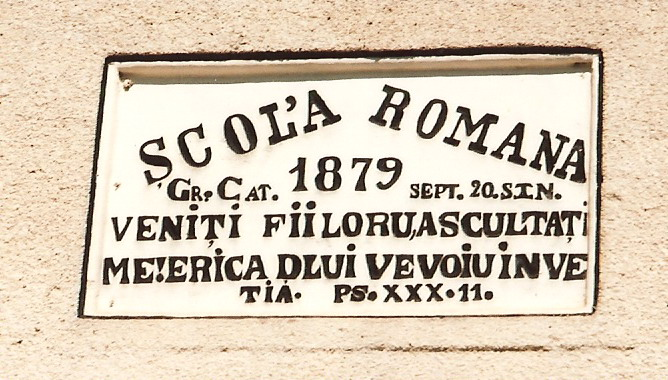
Román nyelvű felirat 1879-ből az egykori görögkatolikus iskolán: 'Gyertek, gyermekek, hallgassatok rám, Az Úr félelmét tanítom majd nektek!'

A helyi hagyomány úgy tartja, hogy az első tatárjárás előtt mai központjától két kilométerre, a Fűzi-patak partján feküdt. A 14. században sokáig lakatlan volt.
1594-ben hét faluból álló uradalom központja volt. Uradalmához tartozott Oláhtóhát, a két Detreh, Oláhszentjakab, Kok és Bölk. 1610-ben Báthory Gábor az uradalommal együtt az életét megmentő 55 lovas testőrének adományozta, akiket ideköltöztetett és megnemesítette őket. Gyéresnek pedig mezővárosi kiváltságot és pallosjogot biztosított, három országos és hetivásárral. A város ügyeit egy kapitányból és tizenkét esküdtből álló tanács intézte. Később Bethlen Gábor hajdúkat telepített ide.
1750-ben 110 háztartásból állt. 1763-ban Buccow tábornok erőszakkal kényszerítette lakóit, hogy mondjanak le nemesi kiváltságukról és a székely határőrségbe sorolta be. Ezzel együtt városi rangját és jelentőségét is elveszítette. Benkő József református lelkész idejében a Kendeffy és a Bethlen családnak volt benne kastélya. Ugyanő emlékezik meg dinnyetermesztéséről is.
1861 és 1867 között ismét mezővárosi címmel rendelkezett. A 19. század harmadik negyedében Paget János mintagazdaságot rendezett be. 1873-ban Apahida felől elérte a vasút, 1883-ban pedig elkészült a Tordáig tartó vonalszakasz is. Ezzel némi jelentőséghez jutott mint vasúti csomópont. 1883-ban nyílt meg gyógyszertára. 1908-ban alapították első ipari létesítményét, a téglagyárat. Az első világháború előtt legnagyobb földbirtokosai az állam (Paget-örökség), a református egyház és a Betegh család voltak.
1922-ben kezdte meg a termelést a település későbbi jövőjét meghatározó szeg- és sodronygyár. 1924-ben sárgaréz szögeket, 1926-tól a bútorgyártáshoz használt hajlított acélt és szögesdrótot is gyártottak benne. 1928 után az újabb befektetések lehetővé tették, hogy a gyár acél- és színesfémöntödét és hőerőművet helyezzen üzembe és megkezdje az elektromos huzalok gyártását. Hozzá kapcsolódva 1923-ban tanonciskolát is fölállítottak.
A beköltöző ipari munkások számára létrejött az ún. Mária-kolónia. 1925-ben egyesítették a vele már a 19. században összeépült Gyéresszentkirállyal. 1930-ban megalakult a római katolikus plébánia.
1944 augusztusának végén internálótábor működött benne, ahová a Románia kiugrása után megbízhatatlanná vált elemeket, köztük magyar értelmiségieket gyűjtötték össze. Szeptember 5-én idáig nyomultak előre a német–magyar csapatok. Gyéresszentkirályban heves harcokat vívtak és szeptember 12-éig tartották a települést.
A szocializmus idején a sodronygyárat Románia fémfeldolgozó iparának egyik központjává fejlesztették. Azonkívül bútorgyárat, gyapjúfésülő üzemet, elektromosszigetelő- és oxigéngyárat és szeszgyárat hoztak létre. Népessége a sokszorosára duzzadt, a város központjában tömbházak, déli és keleti részén új tömbházas negyedek épültek.
Évszázadokig Torda vármegyéhez, 1876 és 1919 között Torda-Aranyos vármegye Tordai járásához tartozott. 1925 és 1950 között járásszékhely volt Torda megyében. 1952-ben kapott ismét városi címet, 1998-ban nyilvánították megyei jogú várossá.

## Népessége
Az egykori faluban
- 1850-ben 1168 lélek élt, közülük 568 román, 473 magyar és 127 cigány nemzetiségű; 599 görögkatolikus, 521 református és 43 római katolikus vallású.
- 1900-ban 1697, közülük 844 magyar, 704 román, 131 cigány és 11 szlovák anyanyelvű; 785 református, 703 görögkatolikus, 89 római katolikus, 66 zsidó, 30 unitárius és 20 ortodox vallású. 48%-uk tudott írni-olvasni, a nem magyar anyanyelvűek 38%-a beszélt magyarul.

A megyei jogú városban
- 2002-ben a 26 823 lakosból 23 346 volt román, 2190 magyar és 1250 cigány nemzetiségű; 21 822 ortodox, 1896 református, 876 pünkösdista, 644 görögkatolikus, 364 római katolikus, 219 baptista és 137 adventista vallású.
- 2011-ben a 22 223 lakosból 18 839 román, 1419 magyar, 351 cigány, 17 egyéb anyanyelvű. 1597-en nem nyilatkoztak hovatartozásukról.[6]

## Gazdaság
- Legjelentősebb és legnagyobb hagyományú ipari üzeme az orosz tulajdonú Mechel sodronygyár.
- Az 1993-ban alapított vegyészeti üzemben gyomirtószereket gyártanak.
- A Cercon Arieșul az 1908-ban alapított téglagyár jogutódja. Téglát, tetőcserepet és kerámiaszerelvényeket gyárt.

## Közlekedés
- Vasúti csomópont.
- Itt halad át az E60-as európai út, amelyen Aranyoslóna felé haladva kb. félúton lehet felhajtani az Észak-erdélyi autópálya már elkészült, Kolozsvárt elkerülő (és Gyalunál az E60-as utat újból keresztező), 56 km-es szakaszára.

## Kultúra
- John Paget Kulturális Egyesület.
- 1991 óta minden nyáron egyhetes magyar népfőiskolát tartanak benne.

## Oktatás
- Pavel Dan Elméleti Líceum.
- Műszaki kollégium

## Látnivalók
- A város központjában áll az 1679–1680-ban épített református templom. Kerítőfala régen magasabb volt.
- Az 1939-ben épült ortodox templom
- Szintén a város központjában található a Paget-kúria, melyet John Paget építtetett az 1840-es években. 1848-ban a román felkelők elpusztították és csak 1855-re került ismét lakható állapotba. Gazdasági épületek és park vették körül, tóval. Az építtető örököse 1913-ban a birtokkal együtt az államnak adta el. Ezután a magyar, majd román állami gazdaság székhelye volt, 1929 és 1958 között kísérleti mezőgazdasági állomás működött benne. Jelenleg a városi művelődési ház használja és éppen felújítás alatt áll.
- A gyéresszentkirályi Szentkereszty–Bethlen-kúriát Szentkereszty Zsigmond építette a 19. század második felében. Körülötte parkot és mesterséges tavat alakíttatott ki. Csatorna kötötte össze a Paget-kastéllyal. Az első világháború után Bethlen Ödön lakta. Ma a Pavel Dan Elméleti Líceum könyvtára működik benne.
- A gyéresszentkirályi Betegh-kúria (Str. Teilor 10.) 1828-ban épült. A második világháború után sokáig gépállomásként használták, ma óvoda működik benne.
- Ionel Floașiu Művelődési Ház

## Híres emberek
- Itt gyilkoltatta meg Giorgio Basta 1601. augusztus 9-én Vitéz Mihály fejedelmet.
- Itt született 1812. április 21-én Bánffy Jánosné Wesselényi Jozefa naplóíró.
- Itt élt 1839 és 1848 között, majd 1855-től 1892. április 10-én bekövetkező haláláig John Paget (Paget János) angol származású mezőgazdász és útleíró.
- Itt született 1872. április 12-én Rass Károly irodalomtörténész.
- Itt született 1888. november 2-án Bethlen Béla politikus, emlékíró.
- Itt született 1895-ben Szilágyi Ferenc kereskedő, politikus, erdélyi behívott országgyűlési képviselő
- Itt született 1898. május 19-én Tomcsik József orvos, mikrobiológus.
- Itt született 1891. július 19-én Teodor Murășanu költő.
- Itt született 1902. március 12-én Bartha Lajos vegyészmérnök.
- Itt született 1913. augusztus 16-án Bakó Béla pedagógus, pedagógiai szakíró.
- Itt született 1927. április 9-én Tövissi Berta sportszakíró.
- Itt született 1955. január 31-én Virginia Ruzici teniszezőnő.
- Itt született 1958. április 13-án dr. Balázs Tibor költő, műfordító, irodalomtörténész.
- Itt született 1986. augusztus 23-án Alexandra Irina Măruţă, művésznevén Andra, televíziós személyiség, pop- és R&B-énekes.
- Itt született 1994. május 9-én Csobot Adél énekesnő, műsorvezető

## Testvértelepülések
- Bayramiç, Törökország
- Kisbér, Magyarország
- La Salvetat Saint Gilles, Franciaország
- Mohács, Magyarország
- Putten, Hollandia
- Siemianowice Śląskie, Lengyelország